# Soviets irlandais

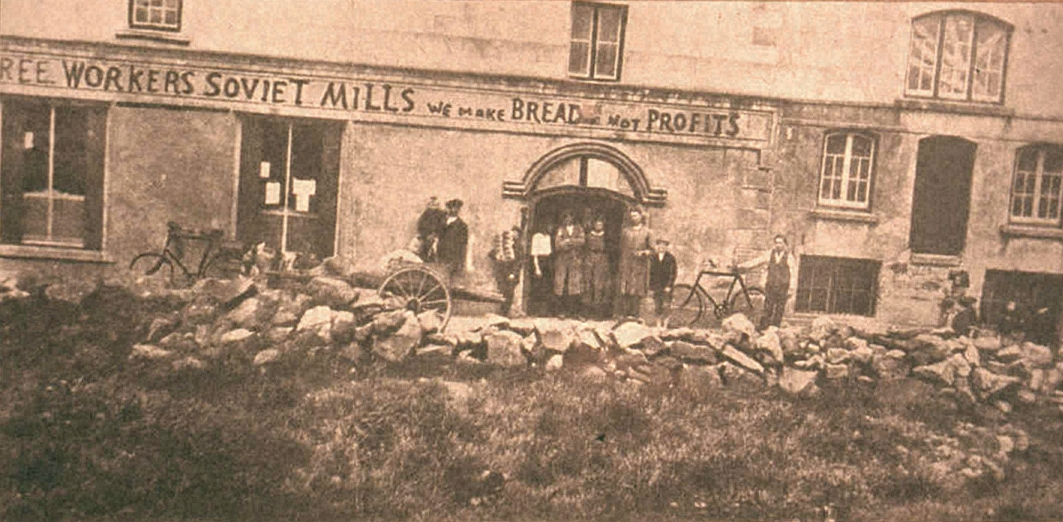
Soviet des ouvriers des moulins de Bruree - "Nous faisons du pain, pas des profits".

Les soviets irlandais (Sóivéidí na hÉireann en irlandais, Irish soviets en anglais) sont des soviets proclamés en Irlande au cours de la « période révolutionnaire », pendant la guerre d'indépendance irlandaise et la guerre civile irlandaise (1919 à 1923), principalement dans la province de Munster. Les soviets irlandais sont des conseils de travailleurs qui contrôlent leur lieu de travail le plus souvent dans le cadre d'une grève.

## Contexte
Le mouvement ouvrier en Irlande pendant la guerre d'indépendance irlandaise avait été profondément affecté par les événements du lock-out de Dublin de 1913 ainsi que par la révolution russe de 1917. Il a également été influencé par les révolutions de 1917–1923, qui ont vu plusieurs révolutions ouvrières se déclencher en Europe, également inspirées par la révolution en Russie. Des soviets sont formés à travers l'Europe comme en Bavière, à Brême, en Ukraine, en Hongrie ou en Italie. L'onde de choc révolutionnaire a également gagné l'Irlande, où on rencontre un mouvement ouvrier dynamique en pleine expansion et une situation politique explosive. En effet, le mouvement républicain, renforcé depuis la crise du Home Rule de 1913 et l'insurrection de 1916, s'est organisé au sein de l'Armée républicaine irlandaise (IRA) et combattait l'armée anglaise pour mettre fin à la domination britannique sur l'Irlande,,.

## Le soviet du Monaghan Asylum
Le premier soviet irlandais est déclaré en février 1919. Il est dirigé par Peadar O'Donnell, organisateur régional pour le Syndicat irlandais des transports et autres travailleurs (Irish Transport and General Workers' Union, ITGWU) et commandant de l'IRA. Le soviet est déclaré dans le cadre d'une grève pour de meilleures conditions de travail par le personnel de l'hôpital psychiatrique de Monaghan, le soviet est déclaré lorsque les travailleurs occupent et prennent le contrôle de l'asile. Les travailleurs se plaignaient entre autres des horaires : ils étaient forcés de travailler 93 heures par semaine et n'étaient pas autorisés à quitter les lieux entre leurs quarts de travail. Lors de la déclaration du soviet, un drapeau rouge est hissé au-dessus du bâtiment. En réponse, des policiers armés ont été envoyés pour évacuer l'hôpital, mais les occupants s'étaient barricadés à l'intérieur. Les opérateurs de l'asile ont été contraints de négocier, et les travailleurs ont obtenu la semaine de 56 heures et une augmentation de salaire pour le personnel masculin et féminin. Une autre concession a autorisé les employés mariés à rentrer chez eux après la fin de leur quart de travail,.

## Le Soviet de Limerick

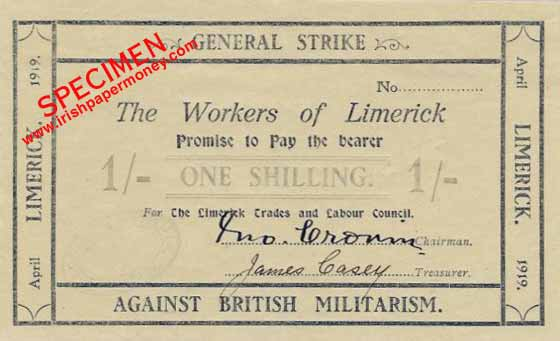
Un billet de monnaie d'un shilling du Soviet de Limerick

L'un des premiers soviets à être déclaré en Irlande à cette époque est le soviet établi à Limerick du 15 au 27 avril 1919, il s'agit également d'un des plus importants. À la suite de l'activité de l'IRA à l'intérieur de la ville et de la mort du volontaire républicain Robert Byrne, la Royal Irish Constabulary a cherché à verrouiller la ville pour empêcher toute nouvelle incursion des républicains. Cependant, leur mise en œuvre du bouclage, trop zélée et brutale, a entraîné une réaction violente de la part des habitants de la ville. Un comité de grève a été créé par des syndicalistes à Limerick et une grève générale a été déclarée contre "l'occupation militaire britannique". Pendant deux semaines, toutes les troupes britanniques ont été boycottées et le comité de grève spécial a organisé l'impression d'une monnaie propre au soviet, ainsi que le contrôle du prix des denrées alimentaires et la publication des journaux.

## Soviets ultérieurs

### Soviet de Knocklong
Le soviet de la ville de Limerick est le plus important dans la mémoire historique des années 1918-1923, car il comptait le plus grand nombre de participants, mais beaucoup d'autres ont suivi. Le mois suivant, en mai 1919, les travailleurs du comté de Limerick commencèrent à saisir des crémeries appartenant à l'entreprise familiale Cleeve, la principale étant située près du village de Knocklong. Les Cleeves étaient une famille anglo-canadienne impliquée dans l'empire colonial britannique, opérateur commercial majeur, leur entreprise employait plus de 3 000 ouvriers à travers l'Irlande dans les industries laitières en plus d'environ 5 000 agriculteurs, les Cleeves faisaient partie du grand capital colonial en Irlande. Pendant la Première Guerre mondiale, ils avaient fortement encouragé les efforts de recrutement de l'armée britannique à Limerick. Il était dans leur propre intérêt de le faire, car les Cleeves profitaient également de la guerre puisqu'ils fournissaient également de la nourriture à l'armée britannique, dégageant un bénéfice d'environ un million de livres de ce contrat à la fin de 1918. Le soutien des Cleeves aux Britanniques leur attirait peu de soutien au milieu de la révolution en Irlande, mais le ressentiment contre eux était encore aggravé par le fait que les Cleeves étaient considérés comme l'un des employeurs qui payait le moins bien ses employés en Irlande. Un ouvrier non qualifié travaillant pour les Cleeves ne pouvait s'attendre à être payé que 17 shillings par semaine, un montant qui correspondait à une misère pour l'époque,.
À la suite d'un conflit social avec les Cleeves, des travailleurs appartenant au Syndicat irlandais des transports et des travailleurs généraux (ITGWU) ont saisi les installations de production et ont commencé à les gérer indépendamment des propriétaires. Un drapeau rouge a été hissé au-dessus du bâtiment principal et une bannière indiquant "Soviet de la crémerie de Knocklong : nous faisons du beurre pas des profits" (Knocklong soviet creamery : we make butter not profits) a été affichée. Le travail se poursuivit dans les crémeries, mais la production et les produits étaient gérés par les ouvriers. Si bien que les Cleeves ont été contraints de négocier afin de reprendre le contrôle des installations. Après cinq jours d'occupation, les ouvriers ont pu forcer les patrons à accepter une augmentation de salaire, une semaine de travail de 48 heures, l'introduction de 14 jours de vacances par an et l'amélioration des systèmes de ventilation dans les espaces de travail.
Le succès du soviet de Knocklong a entrainé de nouvelles grèves dans les entreprises appartenant aux Cleeves, mais aussi des représailles de la part de ceux-ci. Dans un premier temps, les Cleeves tentent de licencier des travailleurs à Knocklong sous prétexte qu'une grève générale nationale de l'ITGWU contre la manipulation de munitions britanniques avait abouti à "un manque de travail". Cependant, ce plan est mis en échec par la formation d'un comité de grève. Les Cleeves ont alors rapidement changé de stratégie, et, le 24 août, ils ont assuré la crémerie contre le déclenchement d'un incendie. Par coïncidence, le 26 août, une unité de Black and Tans est arrivée à Knocklong et a brûlé la crémerie.

### Soviet de Waterford
L'un des soviets de plus courte durée, mais qui a cependant eu une certaine notoriété, a vu le jour en avril 1920 à Waterford. Le soviet a existé pendant une grève générale nationale contre le maintien en détention des républicains en grève de la faim. Les travailleurs ont imposé la grève générale ainsi qu'un système de permis. Au bout de quelques jours, Waterford a appris que la grève générale avait été un succès et que le gouvernement britannique avait cédé à la demande. Des milliers de personnes ont afflué à l'hôtel de ville où, avant de chanter l'Amhrán na bhFiann pour clore l'événement, les dirigeants syndicaux ont chanté les couplets du The Red Flag, un hymne du mouvement socialiste, tandis que la foule moins familière avec le chant se joignait aux chœurs.
En Irlande, le soviet de Waterford n'a pas suscité beaucoup de commentaires. En effet, les nationalistes ne souhaitaient pas alimenter la propagande unioniste selon laquelle le Sinn Féin était en réalité "bolcheviste", de plus, l'apparition du drapeau rouge dans de telles circonstances n'était déjà plus une nouveauté en Irlande, enfin, les soviets s'étaient révélés sans menace pour les relations de classe; aucun d'entre eux n'avait tenté de changer durablement l'ordre social et le statu quo ante avait repris à la fin de chaque grève. Le Parti travailliste irlandais a également pris ses distances avec le sujet, le parti émergeait en tant que parti réformiste et s'éloignait de l'encouragement ou de la discussion des tactiques militantes socialistes.
En Grande-Bretagne cependant, la presse a montré un intérêt beaucoup plus grand. Le 27 avril, un article intitulé Gouvernement "soviétique" à Waterford paru dans le Manchester Guardian, l'article affirmait qu'un groupe de loyalistes du Sud avait donné à Bonar Law un compte rendu complet des événements dans la ville et le journal rapporte qu'un commissaire de soviet et trois associés ont pris en charge la gestion de Waterford, qualifiant la situation comme proche d'une dictature du prolétariat. Les 24 et 28 avril, le journal travailliste britannique, le Daily Herald, a publié des articles sur les « gardes rouges » de Waterford, déclarant qu'un drapeau rouge flottait au-dessus de l'hôtel de ville, et qu'une sorte de garde rouge avait été établie sous l'autorité de trois leaders du syndicat des transports et a donné l'impression que la ville était incontestablement dirigée par un soviet pendant la grève.

### Soviet de Bruree

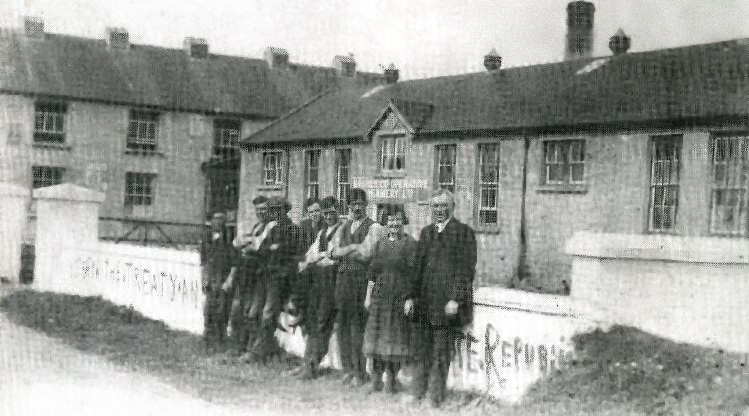
Photographie du Soviet de Bruree. Un slogan contre le traité anglo-irlandais semble peint sur le mur.

Le 26 août 1921, la boulangerie et les moulins de Bruree, dans le comté de Limerick, propriétés de la famille Cleeve, ont été occupés par la quasi-totalité de ses employés, à l'exception du directeur et d'un commis. Les ouvriers ont levé un drapeau rouge, ont brandi une banderole sur laquelle on pouvait lire «Bruree Soviet Workers Mill» (Soviet des ouvriers du moulin de Bruree) et ont pris le contrôle de l'usine, déclarant qu'ils vendraient sa nourriture à un prix inférieur, renonçant à la «profitation» qui y était pratiqué auparavant. Les propriétaires ont alors été forcés de se mettre à la table des négociations au Liberty Hall de Dublin, la maison du syndicat, les représentants syndicaux ont affirmé que le soviet était capable de baisser les prix, de doubler les ventes et d'augmenter les salaires. La ministre du Travail du Sinn Féin, la comtesse Markievicz, a servi de médiatrice lors des négociations et il est allégué qu'elle a menacé d'envoyer des troupes de l'IRA au Soviet de Bruree s'ils n'acceptaient pas le résultat de l'arbitrage.

### Soviet du port de Cork
En 1920, une commission de la ville de Cork, créée par le maire Tomás Mac Curtain, avait été chargée de déterminer ce que devrait être le salaire minimum vital des travailleurs de la ville de Cork. Fin septembre 1920, elle a annoncé que ce salaire devrait être de 70 shillings par semaine, un montant un peu plus élevé que ce que la plupart des travailleurs de la ville recevaient à cette époque. La commission réitère sa recommandation en février 1921. C'est à ce moment que la branche locale de l'ITGWU a demandé au Conseil du port de Cork, le Cork Harbour Board, de fixer le salaire des ouvriers à 70 shillings. Le Conseil du port transige pendant des mois jusqu'en juin 1921 quand il rejette fermement la revendication. Celle-ci est rejetée une nouvelle fois en septembre 1921. En réponse, les ouvriers prennent le contrôle de la douane de Cork, hissent un drapeau rouge et déclarent la formation d'un soviet. La nouvelle du Soviet du port de Cork a été couverte largement par les médias aussi loin que le New York Times. Localement, l'Irish Times, journal proche du Parti unioniste et propriété de la famille Arnott ayant en partie fait fortune dans les entreprises portuaires de Cork, a dénoncé le soviet comme une explosion de «bolchevisme irlandais» et a agité la peur d'une guerre civile entre nationalistes et socialistes si l'Irlande obtenait son indépendance de la Grande-Bretagne.

### Autres soviets
Entre 1921 et 1922, d'autres soviets ont surgi lorsque des ouvriers se sont emparés de leurs lieux de travail. Ce mouvement a touché les chemins de fer de North Cork, la carrière et les bateaux de pêche de Castleconnell, une entreprise de carrosserie à Tipperary ainsi que l'usine à gaz locale, une usine de vêtements dans le faubourg dublinois de Rathmines, les scieries à Killarney et Ballinacourtie, la fonderie de fer à Drogheda, l'usine à gaz de Waterford et les mines d'Arigna dans le comté de Roscommon, les mines de charbon près de Ballingarry, South Tipperary. Il semble qu'il y ait encore eu un soviet à Broadford, dans le comté de Clare, et il est également affirmé que l'IRA a été utilisée pour démanteler les soviets à Whitechurch, dans le comté de Dublin, à Youghal et à Fermoy.

## Fin des soviets irlandais
Alors que la période révolutionnaire en Irlande touchait à sa fin avec la victoire de l'État libre sur l'IRA en 1923, le mouvement des soviets irlandais s'est également terminé. L'économie était à bout de souffle après le conflit prolongé en Irlande et donc la capacité des employeurs à répondre aux revendications salariales et à mettre fin rapidement aux grèves en cédant aux revendications ouvrières. La baisse des prix causée par le conflit poussait en revanche les employeurs à chercher à réduire les salaires. À la fin de 1921, l'empire commercial des Cleeves déclara qu'il était endetté de 100 000 £ et prétendait avoir subi environ 275 000 £ de pertes pour l'année. Les soviets, qui avaient durement combattu pour gagner les acquis qu'ils avaient obtenus, n'étaient pas réceptifs à ces déclarations. Les deux parties ont tenté de négocier mais les pourparlers ont rapidement échoué. Le 12 mai 1922, les Cleeves déclarent un lock-out et mettent au chômage 3 000 de leurs employés. En réponse, les ouvriers ont saisi des centres de production en déclarant des soviets à Bruff, Athlacca, Bruree, Tankardstown, Dromin et Ballingaddy près de Kilmallock, tous dans le comté de Limerick, et des centres à Tipperary Town, Galtymore, Bansha, Clonmel et Carrick-on-Suir dans le comté de Tipperary et enfin Mallow dans comté de Cork.
L'Irish Times a dénoncé les occupations et déclaré que les ouvriers ne faisaient «allégeance ni à l'État libre d'Irlande ni à la république d'Irlande, mais uniquement à la Russie soviétique». Le mouvement des soviets rencontrait aussi des problèmes sur un autre front: les fermiers qui approvisionnaient les crémeries en lait commençaient à se retourner contre leurs camarades, ce qui menace la capacité de tenir sur le long terme en réorientant la production des usines occupées pour la lutte. L'Irish Farmers Union mène une campagne pour refuser aux soviets un approvisionnement en lait et prend la résolution d'interdire à ses membres « de fournir sous le drapeau rouge, qui est le drapeau de l'anarchie et de la révolution ».
La guerre civile qui a éclaté à la suite de la signature du traité anglo-irlandais entre partisans et opposants, a vu le Munster devenir un foyer et une base pour les forces de l'IRA opposées au traité, et donc un champ de bataille sur lequel se battre. Les soviets sont entrés en conflit avec l'IRA et avec l'Armée nationale irlandaise de l'État libre. Le Soviet de Tipperary a été impliqué dans une fusillade avec le côté anti-traité. L'usine à gaz de Tipperary a été détruite par les forces anti-traité en retraite. De même, l'Armée nationale nouvellement formée a également entrepris de démanteler les soviets. Une pression extrême était exercée sur l'État libre d'Irlande naissant, au premier chef par le gouvernement britannique, pour qu'un ordre conservateur soit maintenu en Irlande. Les soviets étaient qualifiés d'agents de l'anarchie par la presse conservatrice et par les politiciens conservateurs, et donc comme un autre élément que l'Armée nationale devait supprimer. Sans une structure politique plus large ou une organisation pour les unifier, ni une force de combat pour se défendre, et alors que le débat était monopolisé par l'opposition entre l'IRA et l'État libre, les soviets n'ont pas su ni été capables de devenir une « troisième force » importante, ils ont été forcés de se replier et de se retirer. Lorsque les forces de l'État libre entraient dans une ville qui avait un soviet, elles arrêtaient les dirigeants et abattaient tous les symboles "provocants" tels que les drapeaux rouges,.